# Cairn terier
Cairn terier je ena izmed najstarejših pasem teriera, ki izvirajo iz Škotske, in je priznan kot eden od prvih delovnih psov Škotske. Gojitelj mu je dal ime Cairn, ker je bila pasma mišljena za lov in pregon plena po Škotskih višavjih.
Čeprav je pasma obstajala že dolgo, je ime Cairn terier kompromis tega, da je bila pasma prvotno prinesena v Združeno kraljestvo leta 1909 pod imenom kratko dlaki terier Skye. To ime ni bilo sprejemljivo za Kinološko zvezo zaradi nasprotovanja rejcev Skye terierjev, in ime Cairn terier je bilo predlagano kot alternativa. Po navadi so levičarji, kar so opazili na tekmah sledenja.  Cairn terierji so lovci na glodalce.

## Zgodovina
Cairn terier izvira iz Škotskih višavij in otočja Skye, prvotno je bil razvrščeni v razred "Skye terier", skupaj s škotskimi in belimi višavskimi terierji. V zgodnjem 19. stoletju so rejci te terierje razvrstili v tri smeri.

## Opis
Cairn terier ima ščetinasto dlako, ki je lahko črna, kremasta, pšenična, rdeča, peščena, siva ali mešanica katerekoli od teh barv. Povsem črni, črno rjavi in beli niso dovoljeni v številnih društvih. Po tem, ko je bila registracija belega Cairns teriera enkrat dovoljena, je 1917 ameriška Kinološka zveza zahteva, da se jih registrira kot Višavski terier. Pomembna značilnost Cairnov je, da je pogosto spreminjajo barvo skozi vse življenjsko obdobje. Nič nenavadnega ni, da tekom staranja postanejo temnejši ali bolj sivi. Cairni imajo dvojno dlako, podlanka je mehka, zgornja dlaka pa je ščetinasta. Dobro grajeni Cairni imajo grob in  so vedno pripravljeni na zvijačo in hitro reakcijo. 
Cairn terier je bil registriran v ameriškem kinološkem klubu leta 1903.

## Navezovanje stikov
Cairn terierji zgubljajo zelo malo dlake, odstranjevati jo je potrebno ročno. S škarjami in trimerjem lahko psu uničimo njegov oster izgled. Ročno odstranjevanje mrtve dlake vključuje odstranjevanje dlake s korenino vred. Ob nepravilnem odstranjevanju dlake je lahko psu neprijetno, kar lahko posledično pomeni strah pred ponovnim odstranjevanjem dlake. Z odstranitvijo stare dlake omogočimo rast novi dlaki. Ta dlaka ga ščiti pred zunanjimi vplivi.
Predniki Cairna so iz Škotske, kjer ta ščetinasta dlaka omogoča, da voda zdrsi po dlaki in obdrži psa suhega tudi v dežju in vlagi. Vzdrževanje dlake lahko prepreči razdraženje kože. Z odstranitvijo mrtve dlake omogočimo rast nove dlake in zdravo kožo. To lahko uniči uniči pasemsko značilno ščetinasto dlako.
Pametno je, da damo žival pregledati na kožne bolezni.

## Zdravje
Ti psi so na splošno zdravi in živijo v povprečju od 12 do 17 let.

## Študija
Rejci, lastniki in veterinarji so odkrili številne zdravstvene težave, ki so značilni za Cairne. Nekatere od teh bolezni so dedne, druge pa se pojavijo kot posledica drugih dejavnikov (tj. okužbe, toksini, poškodbe ali visoka starost). Trenutno se Združenje Cairn terierjev Amerike  skupaj z Inštitutom za  nadzor genetskih bolezni pri živalih vzdržuje odprt register za bolezni Cairn terierjev v upanju, na zmanjšanje dednih bolezni znotraj pasme. Rejci prostovoljno posredujejo rezultate preskusov svojih psov za raziskovalne namene in tudi za uporabo posameznikov, ki si prizadevajo za dobro pasme.

## Življenjski pogoji
Cairn terier bo srečno živeli v stanovanju, če je dovolj aktiven. Dovolj mu je aktivnost v zaprtem prostoru, ne rabi zunanje aktivnosti. Vzgojimo jih lahko kot lovske pse.
Če jim je preveč dovoljeno na domačem terenu, imamo lahko težave, za rešitev katerih potrebujemo profesionalno pomoč. Večina rejcev proda mladiče samo lastnikom, ki bodo pse šolali za poslušnost.
Vsakodnevni sprehodi bodo poskrbeli za Cairnovo zdravje in dobro počutje. Ograjeni vrtovi so za to pasmo priporočeni predvsem zaradi varnosti.

## Vadba
Cairns so aktivni psi, ki potrebujejo dnevne sprehode. Igra poskrbi za večino njihovih potreb, a igra ne nadomesti njihove potrebe po hoji. Pri psih, ki imajo pomanjkanje sprehodov, večkrat opažamo vedenjske težave. Prav tako bodo uživali na varnem, kjer so lahko tudi spuščeni.
Po podatkih Temple Grandin v knjigi »Animals make us human« pes dnevno potrebuje 45 min do 1 uro igranja in iskanja, s čimer zagotovimo lepo obnašanje psa.
Šola poslušnosti je pogosto dober začetek za interaktivno igro z besedami in povelji za psa, da naredi nekaj po našem navodilu.

## Znani Cairni
Terry, ki je igral Toto leta 1939 v filmski uprizoritvi Čarovnika iz Oza, je bil Cairn Terrier. Z izvirno zgodbo Čarovnika iz Oza je prebivlec iz Wichita začel z gibanjem, da bi Cairn terier postal uradni pes države Kansas. Terry je imel vlogo tudi v filmu Shirley Temple – Bright Eyes in še v dvanajstih drugih filmih.